# Horešské lúky
Horešské lúky este o arie protejată (arie specială de conservare — SAC, sit de importanță comunitară — SCI) din Slovacia întinsă pe o suprafață de 84,43 ha, integral pe uscat.

## Localizare
Centrul sitului Horešské lúky este situat la coordonatele 48°24′40″N 21°56′46″E / 48.411111°N 21.946111°E.

## Înființare
Situl Horešské lúky a fost declarat sit de importanță comunitară în aprilie 2004 pentru a proteja 2 specii de plante și 17 specii de animale. Situl a fost protejat și ca arie specială de conservare în martie 2004.

## Biodiversitate
Situată în ecoregiunea panonică, aria protejată conține 2 habitate naturale: Stepe panonice nisipoase, Pajiști calcaroase din nisipuri xerice.
La baza desemnării sitului se află mai multe specii protejate:
- plante (2): Cirsium brachycephalum, Pulsatilla pratensis subsp. hungarica
- păsări (15): lăcar-de-rogoz (Acrocephalus schoenobaenus), rață sulițar (Anas acuta), fâsă-de-câmp (Anthus campestris), rață-cu-cap-castaniu (Aythya ferina), rața moțată (Aythya fuligula), rață roșie (Aythya nyroca), presură sură (Emberiza calandra), presură de stuf (Emberiza schoeniclus), vânturel de seară (Falco vespertinus), lișiță (Fulica atra), sfrânciocul cu frunte neagră (Lanius minor), pietrar sur (Oenanthe oenanthe), bătăuș (Philomachus pugnax), mărăcinar negru (Saxicola torquatus), corcodel mic (Tachybaptus ruficollis)
- amfibieni (1): buhai de baltă cu burta roșie (Bombina bombina)
- mamifere (1): popândău (Spermophilus citellus)

Pe lângă speciile protejate, pe teritoriul sitului au mai fost identificate 4 specii de plante, 1 specie de mamifere, 1 specie de reptile.